# Ada Christen
Ada Christen, pseudonym för Christiane Friderik, född 6 mars 1839 i Wien, död där 19 maj 1901, var en österrikisk författare och skådespelerska.

## Biografi
Christen föddes 1839 i Wien och fick liten formell utbildning under uppväxten. Hennes far fängslades för att ha deltagit i en av 1848 års revolutioner i det österrikiska imperiet och han dog ung och lämnade familjen fattig. Christen blev skådespelerska som 15-åring och anslöts sig till en ambulerande teatergrupp. Hon gifte sig med Sigmund von Neupar och återvände till Wien. Hennes enda barn dog 1866 och hennes första man, psykiskt sjuk, dog 1868. Hennes första diktsamling Lieder einer Verlorenen skrevs vid hennes makes dödsbädd och publicerades med hjälp av författaren Friedrich av Saarland. Med uppmuntran från vänner började hon publicera sig under pseudonym i tidskrifter. Lieder einer Verlorenen var mycket populär och publicerades igen nästa år. Totalt skrev hon fyra diktsamlingar. Hon skrev också noveller, sedeskildringar och sketcher, ofta mycket realistiskt om proletariatets elände och skrev öppenhjärtigt om sitt eget känsloliv. Hon gifte sig 1873 med adelsmannen Adalmar von Breden och blev därmed åter ekonomiskt tryggad. Äktenskapet möjliggjorde även att hon blev en del av den wienska eliten och ansluta sig till den litterära kretsen kring Ludwig Anzengruber. Christen dog 1901.